# Pasiphaeidae
Pasiphaeidae é uma família de crustáceos decápodes marinhos da infraordem Caridea. É a única família da superfamília monotípica Pasiphaeoidea, contendo 7 géneros extantes.

## Géneros
A superfamília Pasiphaeoide contém 7 géneros extantes conhecidos:
- Alainopasiphaea Hayashi, 1999
- Eupasiphae Wood-Mason, 1893
- Glyphus Filhol, 1884
- Leptochela Stimpson, 1860
- Parapasiphae Smith, 1884
- Pasiphaea Savigny, 1816
- Psathyrocaris Wood-Mason, 1893